# Серрария
Серрария (порт. Serraria) — муниципалитет в Бразилии, входит в штат Параиба. Составная часть мезорегиона Сельскохозяйственный район штата Параиба. Входит в экономико-статистический микрорегион Брежу-Параибану. Население составляет 4430 человек на 2007 год. Занимает площадь 75,397 км². Плотность населения — 62,7 чел./км².
Праздник города — 13 октября. 

## История
Город основан в 1897 году.

## Статистика
- Валовой внутренний продукт на 2003 год составляет 25 604 201,00 реалов (данные: Бразильский институт географии и статистики).
- Валовой внутренний продукт на душу населения на 2003 год составляет 4635,08 реалов (данные: Бразильский институт географии и статистики).
- Индекс развития человеческого потенциала на 2000 год составляет 0,563 (данные: Программа развития ООН).

## География
Климат местности: тропический.